# Jozef Marko
Jozef Marko (ur. 25 maja 1923 w Topolczanach, zm. 26 września 1996) – piłkarz słowacki grający na pozycji pomocnika. W swojej karierze rozegrał 9 meczów w reprezentacji Czechosłowacji i strzelił w nich 1 gola.

## Kariera klubowa
Swoją karierę piłkarską Marko rozpoczął w klubie TS Topoľčany. Następnie przeszedł do OAP Bratislava, w którym grał w latach 1943–1945. W latach 1945–1954 był zawodnikiem Spartaka Trnawa i w 1951 roku zdobył z nim Puchar Czechosłowacji. W latach 1954–1956 występował w TS Topoľčany, a w latach 1956–1959 w Spartaku Považská Bystrica, w którym zakończył swoją karierę.

## Kariera reprezentacyjna
W reprezentacji Czechosłowacji Marko zadebiutował 18 kwietnia 1948 w przegranym 1:3 meczu Pucharu Bałkanów i Europy Wschodniej z Polską. Od 1948 do 1949 roku rozegrał w kadrze narodowej 9 meczów i zdobył w nich 1 bramkę.

## Kariera trenerska
Marko był również trenerem piłkarskim. Był grającym trenerem Spartaka Trnawa, TS Topoľčany i Spartaka Považská Bystrica. W latach 1965–1970 pełnił funkcję selekcjonera reprezentacji Czechosłowacji i poprowadził ją na Mistrzostwach Świata w Meksyku. Na tym turnieju Czechosłowacja przegrała wszystkie trzy mecze: z Brazylią (1:4), z Rumunią (1:2) i z Anglią (0:1). Potem Marko prowadził takie zespoły jak: Inter Bratysława, ponownie Spartak Považská Bystrica, ZVL Žilina i Baník Prievidza.